# 繁殖賞
繁殖賞（はんしょくしょう）は、日本動物園水族館協会が規定している表彰の1つ。協会に加盟する園館で、飼育動物の繁殖に成功し、かつ、それが日本で最初であったものに与えられる。
飼育繁殖技術の向上、奨励を目的として、
1957年（昭和32年）に制定され、
1965年（昭和40年）に協会が社団法人となった後も、
そのまま継承された。
表彰対象は、戦後の業績に限られている。
2019年、日本動物園水族館協会は審査が困難になっていた繁殖賞制度を廃止し、あらたに初繁殖認定の制度を定めて、2020年度より新しい形式の認定証を授与し始めた。

## 区分
- 自然繁殖 - まったく人の手を煩わせることなく生育したもの。
- 人工繁殖 - 生まれてからまったく親の哺乳を受けずに育ったもの。あるいは卵を孵卵器でかえし、育雛したもの。
- 人工授精 - 人の手で受精し、誕生したもの。

いずれの場合も6か月以上、生存しなければならない。レオポンなどの一代雑種の繁殖や、家畜・家禽は対象とならない。有袋類の場合は、子供が育児嚢より初めて顔を出したのを確認した日とする。これらの条件を満たした上、加盟施設の自己申請によって審査がなされる。

## 受賞動物
（）内は繁殖した園館、繁殖した年もしくは賞を受賞した年。
詳細は繁殖表彰受賞動物一覧（平成29年度受賞分まで）を参照。

### 哺乳類
- 有袋目
  - アカカンガルー（野毛山動物園：1955年）
  - アカカンガルー（人工）（円山動物園：1958年）
  - ダマワラビー（日本平動物園：1969年）
  - パルマワラビー（多摩動物公園：1970年）
  - オグロワラビー（日本平動物園：1976年）
  - スナイロワラビー（京都市動物園：1961年）
  - アカハラワラビー（南紀白浜アドベンチャーワールド：1982年）
  - アカハラヤブワラビー（円山動物園：1990年）
  - エレガントワラビー（横浜市立金沢動物園：1987年）
  - ケープヨークワラビー（上野動物園：1973年）
  - クロキノボリカンガルー（徳山動物園：1975年）
  - セスジキノボリカンガルー（よこはま動物園ズーラシア：2001年）
  - ハナナガネズミカンガルー（多摩動物公園：1985年）
  - コアラ（東山動植物園：1986年）
  - ウォンバット（五月山動物園：1992年）
  - フクロギツネ（上野動物園：1970年）
  - フクロモモンガ（多摩動物公園：1986年）
  - ハイイロリングテイル（多摩動物公園：1986年）
  - コミミバンディクート（多摩動物公園：1985年）
  - ブチクスクス（熊本市動植物園：1987年）
  - セスジクスクス（千葉市動物公園：1987年）
  - タスマニアデビル（円山動物園：1988年）
- 霊長目
  - チンパンジー（福岡市動植物園：1962年）
  - チンパンジー（人工）（王子動物園：1963年）
  - チンパンジー（人工受精）（上野動物園：1985年）
  - ニシローランドゴリラ（栗林公園動物園：1973年）
  - ニシローランドゴリラ（人工）（京都市動物園：1970年）
  - ボルネオオランウータン（上野動物園：1961年）
  - シロテテナガザル（栗林公園動物園：1961年）
  - シロテテナガザル（人工）（京都市動物園：1962年）
  - フクロテナガザル（日本モンキーセンター：1968年）
  - フクロテナガザル（人工）（王子動物園：1983年）
  - アジルテナガザル（日本モンキーセンター：1973年）
  - ボウシテナガザル（野毛山動物園：1974年）
  - ボウシテナガザル（人工）（よこはま動物園ズーラシア：2002年）
  - ボウシテナガザル（人工授精）（よこはま動物園ズーラシア：2005年）
  - ワウワウテナガザル（人工）（東山動植物園：1994年）
  - コンカラーテナガザル（宝塚動植物園：1986年）
  - シシオザル（京都市動物園：1954年）
  - テングザル（日本モンキーセンター：1978年）
  - キンシコウ（王子動物園：1993年）
  - ドリル（ひらかたパーク：1967年）
  - ドリル（人工）（大阪市天王寺動物園：1996年）
  - マンドリル（到津遊園→現：到津の森公園：1954年）
  - マンドリル（人工）（熊本市動植物園：1986年）
  - キイロヒヒ（日本モンキーセンター：1965年）
  - ギニアヒヒ（京都市動物園：1959年）
  - ゲラダヒヒ（上野動物園：1963年）
  - チャクマヒヒ（ひらかたパーク：1967年）
  - ドグエラヒヒ（人工）（円山動物園：1987年）
  - クロザル（ひらかたパーク：1973年）
  - クロザル（人工）（愛媛県立とべ動物園：1996年）
  - モナモンキー（上野動物園：1959年）
  - パタスモンキー（上野動物園：1959年）
  - パタスモンキー（人工）（宝塚動植物園：1980年）
  - ムーアモンキー（東山動植物園：1960年）
  - ブルーモンキー（人工）（浜松市動物園：1986年）
  - ブラッザモンキー（円山動物園：1988年）
  - アンゴラコロブス（熊本市動植物園：1990年）
  - アビシニアコロブス（上野動物園：1975年）
  - アビシニアコロブス（人工）（東山動植物園：1980年）
  - ダイアナモンキー（円山動物園：1967年）
  - ダイアナモンキー（人工）（日本平動物園：1975年）
  - ゲルディモンキー（人工）（千葉市動物公園：1994年）
  - サイクスモンキー（浜松市動物園：1971年）
  - ボンネットモンキー（京都市動物園：1956年）
  - クチヒゲグェノン（人工）（日本モンキーセンター：1994年）
  - ダスキールトン（野毛山動物園：1971年）
  - ダスキールトン（人工）（東山動植物園：1970年）
  - フランソワルトン（日本モンキーセンター：1981年）
  - ボウシラングール（日本モンキーセンター：1968年）
  - ハヌマンラングール（日本モンキーセンター：1968年）
  - ハヌマンラングール（人工）（東山動植物園：2004年）
  - カオムラサキラングール（千葉市動物公園：1999年）
  - コモンマーモセット（上野動物園：1956年）
  - ピグミーマーモセット（日本モンキーセンター：1970年）
  - シロガオマーモセット（日本モンキーセンター：1988年）
  - アカテタマリン（人工）（千葉市動物公園：1988年）
  - ムネアカタマリン（人工）（千葉市動物公園：1989年）
  - ワタボウシタマリン（日本モンキーセンター：1973年）
  - ワタボウシタマリン（人工）（千葉市動物公園：1987年）
  - エンペラータマリン（人工）（浜松市動物園：1995年）
  - カオグロライオンタマリン（高知県立のいち動物公園：1998年）
  - ドウグロライオンタマリン（高知県立のいち動物公園：1998年）
  - ゴールデンライオンタマリン（福岡市動物園：1969年）
  - ヨザル（多摩動物公園：1969年）
  - ヨザル（人工）（上野動物園：1982年）
  - リスザル（日本モンキーセンター：1963年）
  - クロクモザル（円山動物園：1976年）
  - ジェフロイクモザル（姫路市立動物園：1963年）
  - ジェフロイクモザル（人工）（日本モンキーセンター：1965年）
  - フサオマキザル（日本モンキーセンター：1968年）
  - コモンウーリーモンキー（日本モンキーセンター：1968年）
  - アイアイ（上野動物園：2003年）
  - ガラゴ（京都市動物園：1955年）
  - オオガラゴ（野毛山動物園：1970年）
  - オオガラゴ（人工）（多摩動物公園：1972年）
  - スローロリス（日本モンキーセンター：1964年）
  - スローロリス（人工）（とべ動物園：2003年）
  - レッサースローロリス（多摩動物公園：1988年）
  - ワオキツネザル（野毛山動物園：1969年）
  - クロキツネザル（日本モンキーセンター：1976年）
  - エリマキキツネザル（野毛山動物園：1980年）
  - エリマキキツネザル（人工）（市川市動植物園：1989年）
- 食肉目
  - トラ（京都市動物園：1953年）
  - アムールトラ（王子動物園：1978年）
  - スマトラトラ（上野動物園：1984年）
  - ヒョウ（野毛山動物園：1952年）
  - アムールヒョウ（旭山動物園：1991年）
  - ペルシャヒョウ（円山動物園：1989年）
  - クロヒョウ（上野動物園：1951年）
  - ユキヒョウ（円山動物園：1987年）
  - ジャガー（上野動物園：1962年）
  - ジャガー（人工）（福岡市動物園：1970年）
  - ピューマ（栗林公園動物園：1955年）
  - ピューマ（人工）（野毛山動物園：1984年）
  - チーター（南紀白浜アドベンチャーワールド：1982年）
  - ウンピョウ（野毛山動物園：1983年）
  - リビアヤマネコ（東山動植物園：1990年）
  - ツシマヤマネコ（福岡市動物園：2000年）
  - ベンガルヤマネコ（東山動植物園：1970年）
  - アムールヤマネコ（上野動物園：1990年）
  - カラカル（野毛山動物園：1974年）
  - カラカル（人工）（王子動物園：1982年）
  - サーバル（徳山動物園：1989年）
  - サーバル（人工）（群馬サファリパーク：1984年）
  - マヌルネコ（東山動物園：1999年）
  - オセロット（上野動物園：1977年）
  - オセロット（人工）（王子動物園：1979年）
  - ボブキャット（東山動植物園：1968年）
  - ジャガランディ（東山動植物園：2002年）
  - ジャングルキャット（天王寺動物園：1978年）
  - シベリアオオヤマネコ（野毛山動物園：1977年）
  - シベリアオオカミ（おびひろ動物園：1968年）
  - シベリアオオカミ（人工）（熊本市動植物園：1982年）
  - ジャッカル（多摩動物公園：1959年）
  - インドジャッカル（八木山動物公園：1968年）
  - セグロジャッカル（東武動物公園：1983年）
  - リカオン（富士サファリパーク：2012年）
  - ドール（野毛山動物園：1981年）
  - ドール（人工）（よこはま動物園ズーラシア：2005年）
  - コヨーテ（東山動植物園：1953年）
  - タテガミオオカミ（上野動物園：2003年）
  - ハイイロギツネ（上野動物園：1958年）
  - ホッキョクギツネ（釧路市動物園：1975年）
  - フェネック（上野動物園：1984年）
  - ホンドタヌキ（人工）（王子動物園：1985年）
  - ヤブイヌ（東山動物園：1987年）
  - ホッキョクグマ（旭山動物園：1974年）
  - ホッキョクグマ（人工）（とべ動物園：1999年）
  - ヒグマ（東山動植物園：1952年）
  - ヒグマ（人工）（みさき公園：1970年）
  - コディアックヒグマ（人工）（円山動物園：1992年）
  - ヒマラヤグマ（自然、人工）（多摩動物公園：1965年、1964年）
  - アメリカクロクマ（九州自然動物公園アフリカンサファリ：1982年）
  - メガネグマ（よこはま動物園ズーラシア：2001年）
  - ナマケグマ（野毛山動物園：1965年）
  - ナマケグマ（人工）（東山動物園：1984年）
  - マレーグマ（徳山動物園：1975年）
  - マレーグマ（人工）（東山動植物園：1993年）
  - ジャイアントパンダ（南紀白浜アドベンチャーワールド：2003年）
  - ジャイアントパンダ（人工授精）（上野動物園：1986年）
  - レッサーパンダ（釧路市動物園：1976年）
  - アライグマ（井の頭自然文化園：1958年）
  - アライグマ（人工）（九州自然動物公園：1984年）
  - カニクイアライグマ（野毛山動物園：1985年）
  - アカハナグマ（井の頭自然文化園：1958年）
  - アカハナグマ（人工）（宝塚動植物園：1981年）
  - ハナジロハナグマ（福岡市動物園：1991年）
  - キンカジュー（京都市動物園：1980年）
  - ブチハイエナ（日本平動物園：2004年）
  - シマハイエナ（羽村市動物公園：1981年）
  - シマハイエナ（人工）（多摩動物公園：1964年）
  - ニホンアナグマ（秋田市大森山動物園：1974年）
  - ニホンアナグマ（人工）（福岡市動物園：1973年）
  - ホンドテン（大森山動物園：1994年）
  - コツメカワウソ（南紀白浜アドベンチャーワールド：1988年）
  - カナダカワウソ（市川市動植物園：1985年）
  - ツメナシカワウソ（二見シーパラダイス：1993年）
  - ユーラシアカワウソ（安佐動物公園：1992年）
  - ヨーロッパカワウソ（南紀白浜アドベンチャーワールド：1991年）
  - ラッコ（伊豆三津シーパラダイス：1985年）
  - ラーテル（東山動物園：1977年）
  - マレージャコウネコ（東武動物公園：1984年）
  - アフリカジャコウネコ（安佐動物公園：1975年）
  - キノボリジャコウネコ（安佐動物公園：1980年）
  - ビントロング（宇都宮動物園：1991年）
  - マングース（上野動物園：1953年）
  - シママングース（豊橋総合動植物公園：1992年）
  - コビトマングース（上野動物園：2003年）
  - ミーアキャット（日本平動物園：1977年）
  - ハクビシン（野毛山動物園：1962年）
  - ハクビシン（人工）（安佐動物公園：1973年）
  - トド（おたる水族館：1968年）
  - オタリア（釧路市動物園：1979年）
  - オタリア（人工）（おたる水族館：2001年）
  - セイウチ（鴨川シーワールド：1994年）
  - オットセイ（おたる水族館：1983年）
  - ミナミアフリカオットセイ（野毛山動物園：1980年）
  - アシカ（宝塚動植物園：1959年）
  - オーストラリアアシカ（鴨川シーワールド：1981年）
  - カリフォルニアアシカ（上野動物園：1961年）
  - ゴマフアザラシ（室蘭水族館：1972年）
  - ゴマフアザラシ（人工）（おたる水族館：1974年）
  - ワモンアザラシ（おたる水族館：2004年）
  - ゼニガタアザラシ（室蘭水族館：1981年）
  - ゼニガタアザラシ（人工）（釧路市動物園：1986年）
  - バイカルアザラシ（マリンピア日本海：2006年）
  - カスピカイアザラシ（人工）（鴨川シーワールド：2003年）
  - ミナミゾウアザラシ（二見シーパラダイス：1995年）
- 長鼻目
  - アジアゾウ（市原ぞうの国：2007年）
  - アフリカゾウ（群馬サファリパーク：1986年）
- 奇蹄目
  - グラントシマウマ（東山動植物園：1956年）
  - グラントシマウマ（人工）（みさき公園：1966年）
  - グレビーシマウマ（王子動物園：1957年）
  - グレビーシマウマ（人工）（野毛山動物園：1985年）
  - チャップマンシマウマ（多摩動物公園：1968年）
  - チャップマンシマウマ（人工）（南紀白浜アドベンチャーワールド：1986年）
  - ハートマンヤマシマウマ（夢見ヶ崎動物公園）
  - モウコノウマ（千葉市動物公園：1987年）
  - ソマリノロバ（横浜市立金沢動物園：1990年）
  - クロサイ（王子動物園：1963年）
  - ヒガシクロサイ（人工）（横浜市立金沢動物園：2011年）
  - シロサイ（宮崎サファリパーク：1978年）
  - シロサイ（人工）（九州自然動物公園：1986年）
  - インドサイ（多摩動物公園：1973年）
  - マレーバク（多摩動物公園：1970年）
  - マレーバク（人工）（円山動物園：1984年）
  - ブラジルバク（東山動植物園：1960年）
  - ブラジルバク（人工）（天王寺動物園：1980年）
  - ベアードバク（横浜市立金沢動物園：1995年）
- 偶蹄目
  - マサイキリン（福岡市動物園：1957年）
  - マサイキリン（人工）（日本平動物園：1982年）
  - アンゴラキリン（南紀白浜アドベンチャーワールド：1986年）
  - オカピ（よこはま動物園ズーラシア：2000年）
  - カバ（上野動物園：1956年）
  - カバ（人工）（長崎バイオパーク：1995年）
  - コビトカバ（上野動物園：1962年）
  - ヒトコブラクダ（野毛山動物園：1954年）
  - ヒトコブラクダ（人工）（南紀白浜アドベンチャーワールド：1986年）
  - フタコブラクダ（多摩動物公園：1960年）
  - ラマ（上野動物園：1962年）
  - ラマ（人工）（南紀白浜アドベンチャーワールド：1986年）
  - グアナコ（野毛山動物園：1971年）
  - ビクーナ（東山動植物園：1978年）
  - アカカワイノシシ（よこはま動物園ズーラシア：2006年）
  - クビワペッカリー（伊豆シャボテン公園：1986年）
  - アジアスイギュウ（人工授精）（とべ動物園：2006年）
  - アフリカスイギュウ（人工）（八木山動物公園：1971年）
  - コビトコブウシ（多摩動物公園：1958年）
  - オオツノウシ（上野動物園：1962年）
  - ガウル（横浜市立金沢動物園：1987年）
  - アノア（行川アイランド：1976年）
  - アメリカバイソン（上野動物園：1959年）
  - アメリカバイソン（人工）（おびひろ動物園：2002年）
  - ヨーロッパバイソン（京都市動物園：1976年）
  - ヤク（多摩動物公園：1965年）
  - オグロヌー（福岡市動物園：1959年）
  - ボンゴ（東山動物園：1989年）
  - イランド（東山動植物園：1953年）
  - イランド（人工）（みさき公園：1983年）
  - クーズー（東山動植物園：1966年）
  - ジェレヌク（富士サファリパーク：1981年）
  - ニヤラ（東武動物公園：1983年）
  - ニルガイ（上野動物園：1955年）
  - シタツンガ（東武動物公園：1983年）
  - アダックス（群馬サファリパーク：1982年）
  - ゲムズボック（伊豆バイオパーク→現：伊豆アニマルキングダム：1981年）
  - ブレスボック（伊豆バイオパーク→現：伊豆アニマルキングダム：1983年）
  - ボンテボック（千葉市動物公園：1990年）
  - ブラックバック（野毛山動物園：1953年）
  - ウォーターバック（東武動物公園：1983年）
  - カーマハーテビースト（多摩動物公園：1969年）
  - ローンアンテロープ（多摩動物公園：1973年）
  - セーブルアンテロープ（宮崎サファリパーク：1978年）
  - シロオリックス（多摩動物公園：1968年）
  - シロオリックス（人工）（九州自然動物公園アフリカンサファリ：1986年）
  - ベイサオリックス（天王寺動物園：1955年）
  - アラビアオリックス（横浜市立金沢動物園：1990年）
  - モウコガゼル（天王寺動物園：1977年）
  - トムソンガゼル（安佐動物公園：1972年）
  - トムソンガゼル（人工）（東山動植物園：1967年）
  - コリンガゼル（宝塚動植物園：1973年）
  - スプリングボック（人工）（宝塚動植物園：1981年）
  - バーラル（京都市動物園：1987年）
  - バーラル（人工授精）（姫路セントラルパーク：2005年）
  - ゴーラル（日本カモシカセンター：1986年）
  - ゴーラル（人工）（姫路セントラルパーク：1994年）
  - シャモア（日本カモシカセンター：1986年）
  - マーコール（夢見ヶ崎動物公園：1983年）
  - ヒマラヤタール（南紀白浜アドベンチャーワールド：1980年）
  - シロイワヤギ（横浜市立金沢動物園：1983年）
  - アイベックス（多摩動物公園：1962年）
  - アイベックス（人工）（九州自然動物公園アフリカンサファリ：1986年）
  - タイワンカモシカ（日本カモシカセンター：1986年）
  - スマトラカモシカ（日本カモシカセンター：1993年）
  - ゴールデンターキン（自然、人工）（多摩動物公園：1997年、1996年）
  - バーバリーシープ（上野動物園：1954年）
  - ムフロン（多摩動物公園：1972年）
  - ムフロン（人工）（南紀白浜アドベンチャーワールド：1986年）
  - ビッグホーン（横浜市立金沢動物園：1984年）
  - ドールシープ（東山動植物園：1981年）
  - プロングホーン（横浜市立金沢動物園：1992年）
  - ツシマジカ（福岡市動物園：2000年）
  - トウホクアカシカ（八木山動物公園：1986年）
  - カンスーアカシカ（横浜市立金沢動物園：1983年）
  - サンバー（多摩動物公園：1958年）
  - トナカイ（多摩動物公園：1967年）
  - シフゾウ（多摩動物公園：1978年）
  - ダマジカ（井の頭自然文化園：1968年）
  - ダマジカ（人工）（姫路セントラルパーク：1990年）
  - オジロジカ（群馬サファリパーク：1991年）
  - ホッグジカ（多摩動物公園：1962年）
  - アクシスジカ（上野動物園：1957年）
  - インドホエジカ（上野動物園：1960年）
  - アメリカヘラジカ（釧路市動物園：1986年）
  - シベリアヘラジカ（おびひろ動物園：1987年）
  - ワピチ（宮崎サファリパーク：1978年）
  - ワピチ（人工）（姫路セントラルパーク：1988年）
  - キョン（人工）（安佐動物公園：1984年）
  - ジャワマメジカ（上野動物園：2002年）
  - キバノロ（多摩動物公園：1969年）
  - キバノロ（人工）（京都市動物園：1992年）
- クジラ目
  - シャチ（鴨川シーワールド：1998年）
  - スナメリ（鳥羽水族館：1979年）
  - シロイルカ（名古屋港水族館：2004年）
  - カマイルカ（南紀白浜アドベンチャーワールド：1989年）
  - バンドウイルカ（江の島水族館：1960年）
  - バンドウイルカ（人工授精）（鴨川シーワールド：2003年）
  - ミナミバンドウイルカ（沖縄美ら海水族館：1999年）
  - イロワケイルカ（マリンピア松島水族館：1989年）
  - ハナゴンドウ（江ノ島水族館：1963年）
  - オキゴンドウ (沖縄美ら海水族館：2020年)
- 齧歯目
  - エゾヤチネズミ（旭山動物園：1985年）
  - ミケリス（徳山動物園：1976年）
  - スナジリス（多摩動物公園：1971年）
  - ヤマネ（多摩動物公園：1987年）
  - モリヤマネ（多摩動物公園：1983年）
  - ムササビ（到津遊園→現：到津の森公園：1997年）
  - ホンシュウモモンガ（わんぱーくこうちアニマルランド：2002年）
  - ビーバー（上野動物園：1965年）
  - カピバラ（平川動物公園：1977年）
  - カピバラ（人工）（沖縄こどもの国：1982年）
  - パカラナ（伊豆シャボテン公園：1982年）
  - パカ（天王寺動物園：1980年）
  - デグー（埼玉県こども動物自然公園：2002年）
  - キューバフチア（サンシャイン国際水族館：2001年）
  - マーラ（徳山動物園：1972年）
  - コガタマーラ（上野動物園：1972年）
  - マーモット（釧路市動物園：1977年）
  - モンゴルマーモット（上野動物園：2003年）
  - ハダカデバネズミ（上野動物園：2003年）
  - ダーウィンオオミミマウス（埼玉県こども動物自然公園：1988年）
  - トビウサギ（東山動植物園：1994年）
  - トビウサギ（人工）（安佐動物公園：1977年）
  - プレーリードッグ（東山動植物園：1966年）
  - カナダヤマアラシ（富士サファリパーク：1984年）
  - アフリカタテガミヤマアラシ（円山動物園：1977年）
  - アフリカタテガミヤマアラシ（人工）（東武動物公園：1990年）
- 食虫目
  - オオミミハリネズミ（豊橋総合動植物公園：1992年）
  - ヨツユビハリネズミ（平川動物公園：1999年）
  - マンシュウハリネズミ（埼玉県こども動物自然公園：1989年）
  - テンレック（上野動物園：1995年）
- 翼手目
  - エラブオオコウモリ（平川動物公園：1993年）
  - オリイオオコウモリ（自然、人工）（沖縄こどもの国：1979年、2010年）
  - インドオオコウモリ（南紀白浜アドベンチャーワールド：1986年）
  - インドオオコウモリ（人工）（みさき公園：1983年）
  - マレーオオコウモリ（王子動物園：1953年）
  - ジャワオオコウモリ（宝塚動植物園：1970年）
  - センタンビヘラコウモリ（埼玉県こども動物自然公園：2002年）
- 兎形目
  - トウホクノウサギ（多摩動物公園：1980年）
  - キュウシュウノウサギ（豊橋総合動植物公園：1976年）
  - エゾユキウサギ（多摩動物公園：1982年）
  - アマミノクロウサギ（平川動物公園）
  - アフガンナキウサギ（多摩動物公園：1980年）
- 異節目
  - オオアリクイ（野毛山動物園：1985年）
  - オオアリクイ（人工）（日本平動物園：2001年）
  - ナマケモノ（栗林公園動物園：1985年）
  - フタユビナマケモノ（人工）（平川動物公園：2002年）
  - ミツオビアルマジロ（伊豆バイオパーク→現：伊豆アニマルキングダム：2004年）
  - ココノオビアルマジロ（宝塚動植物園：1970年）
- 管歯目
  - ツチブタ（日本平動物園：1988年）
- カイギュウ目
  - アメリカマナティ（沖縄美ら海水族館：1990年）
- イワダヌキ目
  - イワハイラックス（京都市動物園：1970年）
- ツパイ目
  - コモンツパイ（多摩動物公園：1968年）

### 鳥類
- ダチョウ目
  - ダチョウ（浜松市動物園：1977年）
  - ダチョウ（人工）（京都市動物園：1953年）
  - エミュー（京都市動物園：1954年）
  - レア（上野動物園：1975年）
  - ダーウィンレア（狭山市立智光山公園こども動物園：1991年）
  - ダーウィンレア（人工）（横浜市立金沢動物園：1987年）
  - ヒクイドリ（王子動物園：1985年）
  - ヒクイドリ（人工）（熊本市動植物園：1977年）
- シギダチョウ目
  - アレチシギダチョウ（上野動物園：1986年）
  - カンムリシギダチョウ（よこはま動物園ズーラシア：2001年）
  - カンムリシギダチョウ（人工）（野毛山動物園：1981年）
- ペンギン目
  - ヒゲペンギン（名古屋港水族館：1994年）
  - アデリーペンギン（名古屋港水族館：1995年）
  - ケープペンギン（上野動物園：1975年）
  - イワトビペンギン（上野動物園：1981年）
  - マゼランペンギン（海響館：1988年）
  - マゼランペンギン（人工）（姫路セントラルパーク：1995年）
  - ジェンツーペンギン（マリンピア松島水族館：1991年）
  - ジェンツーペンギン（人工）（長崎ペンギン水族館：1993年）
  - フェアリーペンギン（葛西臨海水族園：1995年）
  - オウサマペンギン（長崎ペンギン水族館：1966年）
  - オウサマペンギン（人工）（王子動物園：1969年）
  - エンペラーペンギン（南紀白浜アドベンチャーワールド：2004年）
- カモ目
  - オシドリ（野毛山動物園：1956年）
  - オシドリ（人工）（福岡市動物園：1960年）
  - シマアジ（人工）（旭山動物園：1996年）
  - カリガネ（自然、人工）（多摩動物公園：1979年、1978年）
  - ホシハジロ（京都市動物園：1988年）
  - アカハシハジロ（上野動物園：1973年）
  - コガモ（旭山動物園：1991年）
  - コブガモ（人工）（安佐動物公園：1973年）
  - スズガモ（旭山動物園：1995年）
  - ヒドリガモ（旭山動物園：1998年）
  - ヒドリガモ（人工）（多摩動物公園：1979年）
  - オナガガモ（安佐動物公園：1976年）
  - ツクシガモ（上野動物園：1977年）
  - ベニハシガモ（群馬サファリパーク：1981年）
  - ホオジロガモ（人工）（多摩動物公園：1985年）
  - メキシコガモ（野毛山動物園：1975年）
  - レイサンガモ（野毛山動物園：1977年）
  - リュウキュウガモ（野毛山動物園：1981年）
  - アカハシオナガガモ（自然、人工）（多摩動物公園：2003年、2001年）
  - アカリュウキュウガモ（自然、人工）（多摩動物公園：1978年、1979年）
  - オオリュウキュウガモ（沖縄こどもの国：1992年）
  - シロガオリュウキュウガモ（沖縄こどもの国：1992年）
  - ハシグロリュウキュウガモ（野毛山動物園：1980年）
  - アカアシリュウキュウガモ（天王寺動物園：1980年）
  - マガン（浜松市動物園：2005年）
  - アオガン（人工）（円山動物園：1990年）
  - ハクガン（上野動物園：1963年）
  - コクガン（自然、人工）（多摩動物公園：1991年、1987年）
  - インドガン（京都市動物園：1965年）
  - ミカドガン（人工）（徳山動物園：2001年）
  - ハワイガン（野毛山動物園：1975年）
  - カナダガン（八木山動物公園：1971年）
  - ロウバシガン（人工）（多摩動物公園：1980年）
  - サカツラガン（自然、人工）（多摩動物公園：1987年、1981年）
  - ハイイロガン（自然、人工）（多摩動物公園：1970年、1975年）
  - マゼランガン（八木山動物公園：1980年）
  - マゼランガン（人工）（京都市動物園：1969年）
  - シジュウカラガン（八木山動物公園：1985年）
  - オオハクチョウ（釧路市動物園：1983年）
  - オオハクチョウ（人工）（浜松市動物園：1993年）
  - コブハクチョウ（上野動物園：1955年）
  - カモハクチョウ（京都市動物園：1976年）
  - クロエリハクチョウ（京都市動物園：1967年）
  - カンムリサケビドリ（野毛山動物園：1988年）
- カイツブリ目
  - カイツブリ（井の頭自然文化園：2009年）
- フラミンゴ目
  - コフラミンゴ（京都市動物園：1988年）
  - ベニイロフラミンゴ（京都市動物園：1971年）
  - ヨーロッパフラミンゴ（上野動物園：1984年）
  - ヨーロッパフラミンゴ（人工）（王子動物園：1977年）
- タカ目
  - イヌワシ（円山動物園：1990年）
  - ニホンイヌワシ（人工）（八木山動物公園：1989年）
  - オオワシ（円山動物園：1993年）
  - オオワシ（人工）（旭山動物園：2007年）
  - オジロワシ（多摩動物公園：1976年）
  - オジロワシ（人工）（釧路市動物園：1989年）
  - ダルマワシ（多摩動物公園：1995年）
  - ハクトウワシ（釧路市動物園：1999年）
  - ヘビクイワシ（千葉市動物公園：1998年）
  - オオタカ（八木山動物公園：1988年）
  - オオタカ（人工）（旭山動物園：1987年）
  - クマタカ（釧路市動物園：2002年）
  - クマタカ（人工）（釧路市動物園：2008年）
  - トビ（上野動物園：1951年）
  - トビ（人工）（旭山動物園：1990年）
  - ノスリ（人工）（八木山動物公園：1989年）
  - サシバ（福岡市動物園：1973年）
  - チョウゲンボウ（人工）（八木山動物公園：1989年）
  - シロガシラトビ（多摩動物公園：1978年）
  - オージュボンカラカラ（福岡市動物園：1987年）
  - アンデスコンドル（野毛山動物園：1972年）
  - ヒメコンドル（多摩動物公園：1996年）
  - ヒメコンドル（人工）（上野動物園：1990年）
  - クロコンドル（東山動植物園：1981年）
- ヤツガシラ目
  - ヤツガシラ（京都市動物園：1992年）
- ブッポウソウ目
  - カワセミ（豊橋総合動植物公園：1987年）
  - ワライカワセミ（天王寺動物園：1987年）
  - アオバネワライカワセミ（人工）（横浜市立金沢動物園：1993年）
- フクロウ目
  - フクロウ（八木山動物公園：1982年）
  - シマフクロウ（釧路市動物園：1995年）
  - エゾフクロウ（人工）（釧路市動物園：1989年）
  - シロフクロウ（宝塚動植物園：1988年）
  - シロフクロウ（人工）（釧路市動物園：1989年）
  - メンフクロウ（大森山動物園：1978年）
  - アナフリフクロウ（上野動物園：1985年）
  - アオバズク（豊橋総合動植物公園：1986年）
  - コノハズク（旭山動物園：1993年）
  - トラフズク（おびひろ動物園：1982年）
  - オオコノハズク（旭山動物園：1981年）
  - ワシミミズク（多摩動物公園：1970年）
  - アメリカワシミミズク（円山動物園：1989年）
- キジ目
  - ニジキジ（上野動物園：1956年）
  - ミミキジ（人工）（日本平動物園：1978年）
  - ミミキジ（人工授精）（姫路市立動物園：2006年）
  - ウチワキジ（野毛山動物園：1977年）
  - エボシキジ（上野動物園：1956年）
  - オナガキジ（浜松市動物園：1986年）
  - ベトナムキジ（よこはま動物園ズーラシア：1999年）
  - アオミミキジ（人工授精）（鯖江市西山動物園：2007年）
  - ハイイロヤケイ（多摩動物公園：1981年）
  - ハイイロヤケイ（人工）（上野動物園：1963年）
  - セイロンヤケイ（人工）（多摩動物公園：1969年）
  - アオエリヤケイ（日本平動物園）
  - コサンケイ（天王寺動物園：1991年）
  - シロカケイ（人工授精）（姫路市立動物園：1993年）
  - アオカケイ（安佐動物公園：1984年）
  - ベニジュケイ（人工授精）（姫路市立動物園：2006年）
  - チャムネシャクケイ（野毛山動物園：1981年）
  - ヒメウズラ（自然、人工）（埼玉県こども動物自然公園：1985年、1984年）
  - ヤマドリ（上野動物園：1956年）
  - カラヤマドリ（上野動物園：1969年）
  - シコクヤマドリ（井の頭自然文化園：1988年）
  - コシジロヤマドリ（上野動物園：1971年）
  - コシジロヤマドリ（人工授精）（上野動物園：2001年）
  - ビルマカラヤマドリ（野毛山動物園：1976年）
  - シマシャコ（上野動物園：1971年）
  - カンムリシャコ（野毛山動物園：1976年）
  - マダカスカルシャコ（天王寺動物園：1996年）
  - ヨーロッパイワシャコ（上野動物園：1973年）
  - タンザニアアカノドシャコ（天王寺動物園：1996年）
  - カブトホロホロチョウ（人工）（多摩動物公園：1982年）
  - ライチョウ（市立大町山岳博物館：2000年）
  - エゾライチョウ（上野動物園：2001年）
  - ヨーロッパオオライチョウ（市立大町山岳博物館：1999年）
  - ヤセイシチメンチョウ（上野動物園：1971年）
  - セイラン（人工）（天王寺動物園：1960年）
  - カンムリセイラン（よこはま動物園ズーラシア：2001年）
  - コンゴクジャク（よこはま動物園ズーラシア：2004年）
  - ハイイロコクジャク（人工）（埼玉県こども動物自然公園：1981年）
  - パラワンコクジャク（京都市動物園：1980年）
- キツツキ目
  - アカゲラ（旭山動物園：1999年）
  - オニオオハシ（名護自然動植物公園：1993年）
- チドリ目
  - ケリ（野毛山動物園：1988年）
  - ツメバゲリ（海遊館：1993年）
  - エトピリカ（葛西臨海水族園：1992年）
  - ニシツノメドリ（葛西臨海水族園：1992年）
  - ウミガラス（葛西臨海水族園：2000年）
  - ウミネコ（人工）（円山動物園：1986年）
  - ユリカモメ（多摩動物公園：1992年）
  - ギンカモメ（福岡市動物園：1991年）
  - オオセグロカモメ（おたる水族館：1973年）
- ネズミドリ目
  - アカガオネズミドリ（上野動物園：1986年）
- サイチョウ目
  - サイチョウ（日本平動物園：2002年）
  - オオサイチョウ（人工）（とべ動物園：1990年）
  - セグロコサイチョウ（埼玉県こども動物自然公園：2004年）
  - ミナミジサイチョウ（埼玉県こども動物自然公園：2009年）
- エボシドリ目
  - エボシドリ（京都市動物園：1974年）
  - ムジエボシドリ（人工）（埼玉県こども動物自然公園：2004年）
  - オウカンエボシドリ（京都市動物園：1981年）
  - カンムリエボシドリ（井の頭自然文化園：2006年）
  - ホオジロエボシドリ（わんぱくこーちアニマルランド：2002年）
  - アカガシラエボシドリ（日本平動物園）
- ホウカンチョウ目
  - ムジヒメシャクケイ（京都市動物園：1990年）
- オウム目
  - オオバタン（自然、人工）（埼玉県こども動物自然公園：1992年、1988年）
  - タイハクオウム（姫路セントラルパーク：1995年）
  - アカコンゴウインコ（安佐動物公園：1981年）
  - アカコンゴウインコ（人工）（埼玉県こども動物自然公園：1991年）
  - ルリコンゴウインコ（王子動物園：1968年）
  - ルリコンゴウインコ（人工）（福岡市動物園：1991年）
  - ヒワコンゴウインコ（王子動物園：1983年）
  - アカミミコンゴウインコ（千葉市動物公園：2004年）
  - サトウチョウ（円山動物園：1997年）
  - ビセイインコ（福岡市動物園：1988年）
  - モモイロインコ（円山動物園：2002年）
  - ユーカリインコ（わんぱくこーちアニマルランド：2002年）
  - オオハナインコ（日本平動物園：1992年）
  - アオボウシインコ（とべ動物園：1998年）
  - オトメズグロインコ（わんぱくこーちアニマルランド）
  - ワカケホンセイインコ（埼玉県こども動物自然公園：1982年）
  - ブドウイロボウシインコ（安佐動物公園：1985年）
- ハト目
  - キンバト（日本平動物園：1980年）
  - カラスバト（人工）（多摩動物公園：2002年）
  - ミカドバト（上野動物園：1983年）
  - ヒムネバト（かみね動物園：1983年）
  - ソデグロバト（上野動物園：1977年）
  - ソデグロバト（人工）（福岡市動物園：1994年）
  - キンミノバト（野毛山動物園：1974年）
  - オウギバト（沖縄こどもの国：1979年）
  - オウギバト（人工）（福岡市動植物園：2004年）
  - カンムリバト（井の頭自然文化園：1973年）
  - レンジャクバト（多摩動物公園：1986年）
  - ケアシスズメバト（埼玉県こども動物自然公園：1989年）
  - アカガシラカラスバト（上野動物園：2002年）
- ミズナギドリ目
  - オオミズナギドリ（京都市動物園：1981年）
- ツル目
  - タンチョウ（上野動物園：1954年）
  - タンチョウ（人工）（釧路市動物園：1967年）
  - タンチョウ（人工授精）（多摩動物公園：1980年）
  - マナヅル（自然、人工授精）（上野動物園：1953年、1977年）
  - マナヅル（人工）（多摩動物公園：1957年）
  - クロヅル（井の頭自然文化園：1970年）
  - クロヅル（人工）（千葉市動物公園：1994年）
  - オオヅル（上野動物園：1955年）
  - オグロヅル（上野動物園：2004年）
  - カナダヅル（天王寺動物園：1995年）
  - アネハヅル（多摩動物公園：1969年）
  - アネハヅル（人工授精）（大森山動物園：1995年）
  - ハゴロモヅル（安佐動物公園：1977年）
  - ソデグロヅル（平川動物公園：2000年）
  - ソデグロヅル（人工授精）（多摩動物公園：1996年）
  - ホオカザリヅル（自然、人工）（多摩動物公園：1983年、1980年）
  - シロエリオオヅル（日本平動物園：1970年）
  - ホオジロカンムリヅル（福岡市動物園：2002年）
  - ホオジロカンムリヅル（人工）（京都市動物園：1970年）
  - バン（京都市動物園：1970年）
  - クイナ（多摩動物公園：2006年）
  - ヒクイナ（福岡市動物園：1991年）
  - シロハラクイナ（安佐動物公園：1976年）
  - カグー（野毛山動物園：1990年）
- コウノトリ目
  - コウノトリ（自然、人工）（多摩動物公園：1988年、1989年）
  - シュバシコウ（天王寺動物園：1964年）
  - シュバシコウ（人工）（京都市動物園：1966年）
  - インドトキコウ（フェニックス自然動物園：1980年）
  - コサギ（京都市動物園：1956年）
  - ダイサギ（上野動物園：1954年）
  - アマサギ（上野動物園：1990年）
  - ヒロハシサギ（徳山動物園：1991年）
  - シュモクドリ（上野動物園：1986年）
  - ナベコウ（多摩動物公園：1989年）
  - シロトキ（自然、人工）（多摩動物公園：1974年、1975年）
  - クロトキ（徳山動物園：1971年）
  - クロトキ（人工）（上野動物園：1969年）
  - ハダダトキ（多摩動物公園：1989年）
  - カオグロトキ（自然、人工）（多摩動物公園：1990年、2002年）
  - ムギワラトキ（自然、人工）（多摩動物公園：1991年、2003年）
  - ホオアカトキ（多摩動物公園：1986年）
  - ホオアカトキ（人工）（京都市動物園：1992年）
  - ショウジョウトキ（上野動物園：1973年）
  - ショウジョウトキ（人工）（多摩動物公園：1978年）
  - アンデスブロンズトキ（自然、人工）（多摩動物公園：1979年、2005年）
  - アフリカヘラサギ（多摩動物公園：1987年）
  - クロツラヘラサギ（自然、人工）（多摩動物公園：1996年、2000年）
- ペリカン目
  - モモイロペリカン（人工）（常盤公園：1987年）
  - カワウ（上野動物園：1954年）
- ハチドリ目
  - チャムネエメラルドハチドリ（多摩動物公園：1992年）
- スズメ目
  - スズメ（人工）（旭山動物園：1998年）
  - ツグミ（豊橋総合動植物公園：2003年）
  - ヒバリ（上野動物園：2002年）
  - ヒバリ（人工）（豊橋総合動植物公園：2003年）
  - コルリ（豊橋総合動植物公園：2004年）
  - メジロ（埼玉県こども動物自然公園：1989年）
  - アカハラ（埼玉県こども動物自然公園：1989年）
  - ヒヨドリ（旭山動物園：1993年）
  - コマドリ（豊橋総合動植物公園：1992年）
  - オオルリ（自然、人工）（豊橋総合動植物公園：1991年、2003年）
  - アカコッコ（上野動物園：1959年）
  - カワラヒワ（上野動物園：1974年）
  - ルリカケス（平川動物公園）
  - クロツグミ（埼玉県こども動物自然公園：1989年）
  - トラツグミ（豊橋総合動植物公園：2005年）
  - ハクセキレイ（豊橋総合動植物公園：2004年）
  - ジョウビタキ（豊橋総合動植物公園：2002年）
  - キレンジャク（旭山動物園：1996年）
  - キュウカンチョウ（豊橋総合動植物公園：1987年）
  - アンデスイワドリ（千葉市動物公園：1987年）
  - ハクオウチョウ（野毛山動物園：1989年）
  - カンムリシロムク（上野動物園：1975年）
  - カンムリサンジャク（京都市動物園：1991年）
  - アカカザリフウチョウ（福岡市動物園：1995年）

### 爬虫綱
- 有鱗目
  - ヘビ亜目
    - アミメニシキヘビ（宝塚動植物園：1981年）
    - インドニシキヘビ（上野動物園：1967年）
    - ボールニシキヘビ（上野動物園：1971年）
    - ヒイロニシキヘビ（人工）（福岡市動物園：2001年）
    - オオアナコンダ（佐世保市亜熱帯動植物園：1996年）
    - マダラキングスネーク（上野動物園：1968年）
    - アレナリウスヘビ（上野動物園：1968年）
    - ディアディマヘビ（上野動物園：1969年）
    - コロンビアレインボーボア（上野動物園：1968年）
    - キイロネズミヘビ（京都市動物園：1975年）
    - ケニアスナボア（安佐動物公園：1975年）
    - フロリダキングヘビ（京都市動物園：1976年）
    - カリフォルニアキングヘビ（人工）（安佐動物公園：1986年）
    - アカダイショウ（人工）（八木山動物公園：1983年）
    - オリーブミズヘビ（鳥羽水族館：2003年）
    - ヒロクチミズヘビ（鳥羽水族館：2003年）

  - トカゲ亜目
    - ナイトアノール（東山動植物園：1992年）
    - トッケイヤモリ（八木山動物公園：1990年）
    - ワレンヨロイトカゲ（天王寺動物園：1996年）
    - ソロモンオマキトカゲ（旭山動物園：1995年）
    - ヒョウモントカゲ（上野動物園：1969年）
    - エリマキトカゲ（人工）（草津熱帯圏：1995年）
    - チャイロバシリスク（八木山動物公園：1992年）
    - ゴマバラトカゲモドキ（人工）（東山動植物園：2004年）
    - ウォータードラゴン（八木山動物公園：1985年）
    - ウォータードラゴン（人工）（安佐動物公園：1986年）
    - グリーンイグアナ（京都市動物園：1996年）
    - ミズオオトカゲ（円山動物園：1982年）
- ワニ目
  - シャムワニ（沖縄こどもの国：1987年）
  - ヨウスコウワニ（円山動物園：2001年）
  - ニシアフリカコビトワニ（安佐動物公園：1983年）
  - ニシアフリカコビトワニ（人工）（上野動物園：1972年）
  - メガネカイマン（とくしま動物園：1980年）
  - パラグアイカイマン（日本平動物園：1976年）
  - マレーガビアル（人工）（草津熱帯圏：2004年）
- カメ目
  - アカウミガメ（串本海中公園：1992年）
  - アカウミガメ（人工）（名古屋港水族館：2004年）
  - アオウミガメ（沖縄美ら海水族館：1999年）
  - アオウミガメ（人工）（越前松島水族館：2010年）
  - タイマイ（沖縄美ら海水族館：1994年）
  - タイマイ（人工）（名古屋港水族館：1998年）
  - アルダブラゾウガメ（人工）（伊豆アンディランド→現：iZoo（イズー）：1994年）
  - カミツキガメ（鳥羽水族館：1986年）
  - アカアシガメ（京都市動物園：1984年）
  - ミナミイシガメ（人工）（姫路市立水族館：1987年）
  - トウブハコガメ（安佐動物公園：2002年）
  - トウブドロガメ（海遊館：1995年）
  - インドホシガメ（福山市立動物園：2001年）
  - ビルマホシガメ（東山動植物園：2002年）
  - ホウシャガメ（人工）（野毛山動物園：2009年）
  - ハミルトンガメ（人工）（野毛山動物園：2009年）
  - エジプトリクガメ（野毛山動物園：1992年）
  - パンケーキリクガメ（東山動植物園：2002年）
  - パンケーキリクガメ（人工）（上野動物園：2000年）
  - インドセタカガメ（野毛山動物園：2001年）
  - ニシキマゲクビガメ（鳥羽水族館：1993年）
  - ニシキマゲクビガメ（人工）（王子動物園：2014年）
  - エミスムツアシガメ（野毛山動物園：1997年）
  - ヤエヤマセマルハコガメ（上野動物園：1994年）
  - ガルフコーストハコガメ（フェニックス自然動物園：1985年）
  - フロリダアカハラガメ（天王寺動物園：2003年）
  - カンボジアモエギハコガメ（円山動物園：2004年）
  - コロンビアクジャクガメ（八木山動物公園：1984年）
  - ニューギニアヘビクビガメ（京都市動物園：1986年）
  - ジーペンロックヘビクビガメ（豊橋市総合動植物園：1991年）
  - オーストラリアナガクビガメ（人工）（姫路市立水族館：1993年）
  - スッポンモドキ（名古屋港水族館：2008年）

### 両生綱
- 有尾目
  - オオサンショウウオ（安佐動物公園：1979年）
  - ヒダサンショウウオ（京都市動物園：1983年）
  - クロサンショウウオ（アクア・トトぎふ：2009年）
  - トウホクサンショウウオ（マリンピア日本海：1997年）
  - ホクリクサンショウウオ（いしかわ動物園：2001年）
  - ファイアサラマンダー（上野動物園：1972年）
- 無尾目
  - ベルツノガエル（上野動物園：1991年）
  - オットンガエル（長崎鼻パーキングガーデン：2001年）
  - ナンベイウシガエル（鳥羽水族館：1998年）
  - アマゾンヤドクガエル（東山動植物園：1998年）
  - ヤマアカガエル（アクア・トトぎふ：2010年）
  - ナガレヒキガエル（アクア・トトぎふ：2010年）

### ヤツメウナギ綱
- ヤツメウナギ目
  - スナヤツメ（アクア・トトぎふ：2006年）

### 軟骨魚綱
- ギンザメ目
  - スポッテッドラットフィッシュ（葛西臨海水族園：1999年）
- ネコザメ目
  - ネコザメ（下田海中水族館）
- テンジクザメ目
  - イヌザメ（アクアワールド大洗：1996年）
  - オオセ（下田海中水族館）
- メジロザメ目
  - ドチザメ（下田海中水族館）
  - ヤジブカ（沖縄美ら海水族館）
  - ネムリブカ（沖縄美ら海水族館）
  - ナヌカザメ（下田海中水族館）
  - レモンザメ（沖縄美ら海水族館：2008年）
  - サンゴトラザメ（伊豆三津シーパラダイス：2003年）
  - イズハナトラザメ（下田海中水族館）
  - ハナカケトラザメ（志摩マリンランド：2006年）
  - オオメジロザメ（国営沖縄記念公園水族館：1993年）
  - バリキャットシャーク（アクアワールド大洗：2009年）
  - パフアダーシャイシャーク（アクアワールド大洗：2009年）
- ガンギエイ目
  - コモンカスベ（アクアワールド大洗：1993年）
  - メガネカスベ（おたる水族館：1993年）
- トビエイ目
  - ウチワザメ（しながわ水族館）
  - マダラエイ（東海大学海洋科学博物館：1988年）
  - カラスエイ（海遊館、1994年）
  - ポルカドット・スティングレイ（栃木県なかがわ水遊園：2008年）
  - カステックスタンスイエイ（沖縄こどもの国：1991年）
  - ナンヨウマンタ（沖縄美ら海水族館：2008年）

### 条鰭綱
- ガー目
  - ロングノーズガー（神戸市立須磨海浜水族園：1977年）
- トゲウオ目
  - イバラタツ（鴨川シーワールド：1978年）
  - オイランヨウジ（鴨川シーワールド : 2016年）
  - トゲヨウジ（志摩マリンランド：2006年）
  - エゾトミヨ（おたる水族館：2006年）
- ダツ目
  - サンマ（アクアマリンふくしま：1997年）
  - サヨリ（アクアマリンふくしま：2003年）
  - コモチサヨリ（アクアマリンふくしま：1999年）
- コイ目
  - アオウオ（さいたま水族館：1994年）
  - コヒガイ（なかがわ水遊園：2008年）
  - タカハヤ（碧南海浜水族館）
  - カワムツ（碧南海浜水族館）
  - ヒメドジョウ（なかがわ水遊園：2005年）
  - フクドジョウ（山梨県立富士湧水の里水族館：2002年）
  - スジシマドジョウ（狭山市立智光山公園こども動物園：2004年）
  - チャイナバタフライプレコ（神戸市立須磨海浜水族園：2009年）
- ナマズ目
  - アドニスプレコ（栃木県なかがわ水遊園：2008年）
  - イエローテールキャットフィッシュ（名古屋港水族館：1996年）
- スズキ目
  - ケツギョ（人工）（さいたま水族館：1986年）
  - ツバメウオ（鳥羽水族館：1990年）
  - コショウダイ（東海大学海洋科学博物館：1991年）
  - タテガミギンポ（東海大学海洋科学博物館：1999年）
  - アマミイシモチ（アクアマリンふくしま：1999年）
  - プテラポゴン・カウデルニィ（志摩マリンランド：1996年）
  - クロイシモチ （海響館:2010年）
  - シャイナーサーフパーチ（葛西臨海水族園：1991年）
  - ハマクマノミ（鴨川シーワールド：1973年）
  - カクレクマノミ（東海大学海洋科学博物館：1977年）
  - クラウンアネモネフィッシュ（島根県立しまね海洋館：2006年）
  - イエローベリーロックコッド（名古屋港水族館：1996年）
  - トウアカクマノミ（東海大学海洋科学博物館：1977年）
  - ニシハナビラクマノミ（東海大学海洋科学博物館：1991年）
  - リボンスズメダイ（アクアマリンふくしま：1999年）
  - コブダイ（鴨川シーワールド : 2016年）
  - ナガサキスズメダイ（東海大学海洋科学博物館：2000年）
  - シリキルリスズメダイ（東海大学海洋科学博物館：1995年）
  - クジャクスズメダイ（東海大学海洋科学博物館：2001年）
  - スパイニークロミス（葛西臨海水族園：1996年）
  - ガリバルディ（海遊館：1995年）
  - シモフリタナバタウオ（葛西臨海水族園：2003年）
  - カリフォルニアシープヘッド（海遊館：1995年）
  - ナガガジ（おたる水族館：1989年）
  - ベニツケギンポ（東海大学海洋科学博物館：1997年）
  - トサカギンポ（海響館：2007年）
  - イダテンギンポ（東海大学海洋科学博物館：2001年）
  - タテガミギンポ（東海大学海洋科学博物館：1999年）
  - オウゴンニジギンポ（東海大学海洋科学博物館：1998年）
  - イシドンコ（須磨海浜水族園：2003年）
  - タナゴモドキ（アクアマリンふくしま：2005年）
  - ヌマチチブ（アクアマリンふくしま：2001年）
  - ドロメ（海響館：2005年）
  - ヒメハゼ（海響館：2005年）
  - ウロハゼ（海響館：2005年）
  - アベハゼ（海響館：2006年）
  - アゴハゼ（海響館：2006年）
  - ホシハゼ（海響館：2007年）
  - クモハゼ（海響館：2007年）
  - シロチチブ（海響館）
  - ミジンベニハゼ （海響館:2010年）
  - トビハゼ（葛西臨海水族園：2004年）
  - スジハゼ（アクアマリンふくしま：2002年）
  - ナミハゼ（アクアマリンふくしま：2002年）
  - インコハゼ（アクアマリンふくしま：2001年）
  - サラサハゼ（アクアマリンふくしま：2004年）
  - ゴクラクハゼ（アクアマリンふくしま：1998年）
  - ハスジマハゼ（アクアマリンふくしま：2002年）
  - タスキヒナハゼ（アクアマリンふくしま：1999年）
  - ホシマダラハゼ（アクアマリンふくしま：2006年）
  - アカオビシマハゼ（アクアマリンふくしま：2002年）
  - シモフリシマハゼ（海響館：2005年）
  - カワクモハゼ（アクアマリンふくしま:2008年）
  - ハガツオ（葛西臨海水族園：2006年）
- カサゴ目
  - クジメ（名古屋港水族館：1997年）
  - トクビレ（登別マリンパークニクス：2000年）
  - サケビクニン（登別マリンパークニクス：1997年）
  - シチロウウオ（登別マリンパークニクス：1999年）
  - エゾアイナメ（アクアマリンふくしま：2002年）
  - クマガイウオ（アクアマリンふくしま：2003年）
  - アツモリウオ（アクアワールド大洗：1978年）
  - ケムシカジカ（登別マリンパークニクス：2001年）
  - ギスカジカ（おたる水族館：2009年）
  - イボダンゴ（東海大学海洋科学博物館：1993年）
  - ランプサッカー（葛西臨海水族園：1991年）
- カレイ目
  - ヌマガレイ（おたる水族館：1988年）
- フグ目
  - ゴマフグ（人工）（海響館：2006年）
  - コモンフグ（人工）（海響館：2007年）
  - ヒガンフグ（人工）（海響館：2007年）
  - メコンフグ（海響館：2005年）
  - タイアカメフグ（海響館：2007年）
  - アベニーパッファー（海響館：2006年）
  - レッドテールアカメフグ（海響館：2006年）
  - インドエメラルドパッファー（海響館：2007年）
  - インドシナレオパードパッファー（海響館：2003年）
  - ハチノジフグ （海響館:2010年）
  - ハリセンボン（東海大学海洋科学博物館：1979年）
- カラシン目
  - レッドフックメティニス（桐生が岡動物園：1988年）

### 無脊椎動物
- サソリ目
  - アオサソリ（多摩動物公園：1988年）
- 頭足綱
  - オオベソオウムガイ（鳥羽水族館：1993年）
- 甲殻綱
  - ニホンザリガニ（なかがわ水族園：2003年）
  - レッドクロウ（鳥羽水族館：2005年）
  - ホンヤドカリ（名古屋港水族館：1998年）
  - ナンキョクオキアミ（名古屋港水族館：2000年）
  - クラゲモエビ（江ノ島水族館：2009年）
  - フリソデエビ（登別マリンパークニクス：1997年）
  - ホッカイエビ（登別マリンパークニクス：1998年）
  - アカシマシラヒゲエビ（登別マリンパークニクス：1998年）
  - スジエビモドキ（名古屋港水族館：1998年）
  - アメリカカブトガニ（鳥羽水族館：2003年）
  - イソギンチャクモエビ（島根県立しまね海洋館：2005年）
- 花虫綱
  - ウチウラタコアシサンゴ（登別マリンパークニクス：2004年）
  - ミナミウミサボテン（いおワールドかごしま水族館：2009年）
  - エンタクミドリイシ（海響館：2006年）
  - ヤッコミドリイシ（鳥羽水族館：2008年）
  - スナイソギンチャク(串本海中公園）
  - コイボイソギンチャク（登別マリンパークニクス：2004年）
  - ムラサキハナギンチャク(串本海中公園：1984年）
  - ナンキョクイボナシギンチャク（名古屋港水族館：2000年）
- ウミユリ綱
  - トラフウミシダ（のとじま臨海公園水族館：2002年）
- ヒトデ綱
  - イトマキヒトデ（名古屋港水族館：1997年）
  - フサトゲニチリンヒトデ（登別マリンパークニクス：2004年）
- 真腹足目
  - ヒメエゾボラ（おたる水族館：1990年）
- 刺胞動物
  - シロクラゲ（アクアマリンふくしま：2001年）